# Barsana
Barsana (en hindi : बरसाना) est une ville et un nagar panchayat du district de Mathura dans l'État de l'Uttar Pradesh en Inde.